# Chologaster
Chologaster is een monotypisch geslacht van straalvinnige vissen uit de familie van de blinde baarszalmen (Amblyopsidae).

## Soort
- Chologaster cornuta Agassiz, 1853